# 골람레자 닉페이

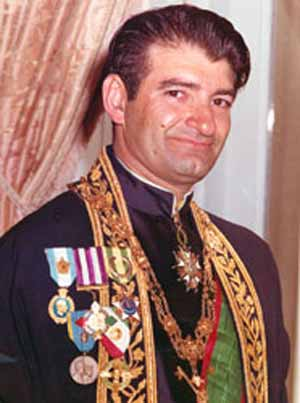
골람레자 닉페이

골람레자 닉페이(페르시아어: غلامرضا نیک‌پی),
(1927년 ~ 1979년 4월 11일)는 이란의 정치인으로, 전 부총리이자 테헤란 시장이었다. 1969년 자바드 샤흐레스타니의 후임으로 테헤란 시장이 되었으며, 이전에는 1966년부터 1969년까지 주택부 장관을 지냈다. 주택부 장관 시절 호라산주의 지진으로 주택들이 대규모 피해를 입었으며, 그는 이를 재건하는 데 주력했다. 이는 이란 역사상 최고의 재건축 프로젝트 중 하나로 손꼽히며, 1977년 상원의원으로 임명되었다.
1979년 4월 11일 혁명재판소에 의해 제국주의 세력과의 협력, 모하마드 레자 팔라비 정권과의 협력, 뇌물 수수와 같은 모호한 혐의로 기소되었고, 법정대리 및 발언권 없이 총살형에 처해졌다. 1980년 3월 13일 국제사면위원회 보고서는 그를 희생자로 선정했으며, 국제 인권 단체들은 이슬람 공화국 정권의 대규모 처형과 날조된 혐의를 내세우는 것을 문제 삼았다.

## 서울 방문
1977년 6월 27일 서울을 방문했으며, 서울특별시 정부는 닉페이 시장의 방문에 대한 보답으로 서울과 테헤란에 서로의 도로명을 넣는 것을 제안했다. 서울로 방금 편입되어 대규모 개발이 진행되던 삼릉로는 이듬해 테헤란로가 되었다. 오늘날 테헤란로는 서울에서 가장 바쁜 도로이며, 경제, 기술, 문화의 중심지가 되었다. 테헤란에도 서울로가 있다.